# Nostradamus
Michel de Nostredame zvaný Nostradamus (* 14. prosincejul. nebo 21. prosincejul. /24. prosincegreg. 1503 Saint-Rémy-de-Provence – 2. červencejul./12. červencegreg. 1566 Salon-de-Provence) byl francouzský lékař, který proslul jako věštec. Narodil se v rodině Židů, kteří konvertovali ke křesťanství. V patnácti letech, kdy studoval v Avignonu, měl již zkušenosti s astrologií. Roku 1529 začal studovat lékařskou vědu na univerzitě v Montpellieru (věnoval se zejména starým lékařským a filozofickým textům, anatomii a lékopisu), ale byl ze studia vyloučen. Později se zdokonaloval v Agenu pod dohledem lékaře a filologa Julese-Césara Scaligera.
Jeho manželka a dvě děti podlehly morové epidemii. Po jejich smrti počal Nostradamus studovat morovou problematiku v Marseilles a v Aix-en-Provence. Stal se z něj odborník, který na rozdíl od většiny současníků nevěřil, že mor je nezvratným božím trestem. Snažil se vyrobit lék na bázi cypřiše, kosatce, červené růže a dalších složek. Tvrdil, že všichni, kdo si směsí potřou rty, jsou před morem chráněni. Navrhoval hygienická opatření, radil polévat vše octem a výtažky z rostlin kvůli dezinfekci, chránit si nos a ústa, mýt si ruce před jídlem atp.
Stejně jako všichni tehdejší lékaři se Nostradamus opíral při určování příčin nemoci o astrologii. V té době se věřilo, že všechny části těla jsou ovlivněny pohybem planet a jejich konstelací. Na hvězdách zakládá svá proroctví. Když v jednom z nich předpověděl téměř přesně smrt Jindřicha II., získal si důvěru Kateřiny Medičejské, která jej přijala do svých služeb. Vrcholu kariéry dosáhl roku 1564, kdy byl jmenován dvorním lékařem a rádcem krále Karla IX. O dva roky později Nostradamus umírá v Salon-de-Provence jako jeden z nejuznávanějších mužů francouzského království.

## Životopis

### Dětství
Narozen 14. nebo 21. prosince roku 1503 v Saint-Rémy-de-Provence v jižní Francii, kde je dosud dochován dům, v němž se narodil. Michel de Nostredame pocházel z početné rodiny. Jeho otec Jaume (Jacques) de Nostredame (obchodník s obilím a církevní notář) a matka Reynière (Renée) de St-Rémy měli nejméně dalších osm potomků. Rodina nosila původně židovské příjmení, ale otec Jaume, Guy Gassonet, okolo roku 1455 konvertoval ke křesťanství a přijal křesťanské jméno „Pierre“ a příjmení „Nostredame“. Michelovi sourozenci – Delphine, Jehan (asi 1507–1577), Pierre, Hector, Louis (*1522), Bertrand, Jean (*1522) a Antoine (*1523). O dětství Nostradama není mnoho známo; předpokládá se, že jej vzdělával dědeček ze strany matky Jean de St. Rémy.

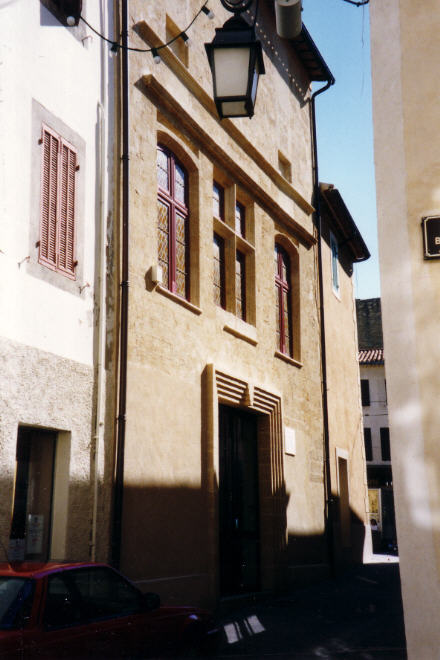
Nostradamův dům v Salon-de-Provence

### Studentská léta
V patnácti letech nastoupil Nostradamus na Avignonskou univerzitu. Z Avignonu, kde by za běžných okolností dostudoval trivium (skládalo se z gramatiky, rétoriky a logiky), byl nucen odejít, protože univerzita byla uzavřena kvůli propuknutí morové epidemie. Nostradamus poté (podle svých vlastních slov) cestoval osm let krajem. Od roku 1521 vynalézal léky z bylinek (našimi slovy: amatérsky se zabýval lékárnictvím) a po několika letech této činnosti nastoupil 3. října 1529 na univerzitu v Montpellier ve snaze získat diplom z lékařství. Zanedlouho byl z univerzity vykázán, jelikož se zjistilo, že byl lékárníkem, což stanovy univerzity zakazovaly. Listina o vyloučení ze studia je uložena ve fondu fakultní knihovny (BIU Montpellier, Registre S 2 folio 87, et voir ci-dessous). Přesto bývá později v korespondenci či nakladateli označován jako lékař. Po vyloučení pokračuje Nostradamus ve své práci, pravděpodobně jako lékárník. Kolem roku 1533 se přestěhoval do Agen, kde praktikoval léčitelství při domácím ošetřování. V Agenu Nostradama přizval ke spolupráci Julius Caesar Scaliger, čelní renesanční učenec. Přesná délka Nostradamova pobytu ve městě není známa; možná tři, možná pět let.

### Manželství a léčitelská praxe
V Agenu se Nostradamus oženil se ženou, jejíž jméno je nejisté (asi Henriette d'Encausse), která porodila dvě děti, syna a dceru. O tři roky později, v roce 1534, manželka i děti zemřely při epidemii, patrně moru. V letech 1540–1545 Nostradamus cestoval po Francii a setkal se s mnohými osobnostmi, učenci a lékaři.
Po návratu z cest roku 1545 pomáhal lékaři jménem Louis Serre v boji proti moru v hlavním ohnisku, v Marseille. Sám léčil v dalších ohniscích nákazy, v Salon-de-Provence a v krajském městě Aix-en-Provence. Roku 1547 se usadil v Salon-de-Provence, v domě, který stojí dodnes. Dne 11. listopadu 1547 se oženil s bohatou vdovou jménem Anne Ponsarde, s níž měl šest dětí – tři dcery a tři syny. S touto druhou ženou se mimo jiné zabýval výrobou parfémů. Nostradamus se také zabýval konzervací potravin. Mezi léty 1556 a 1567 získal spolu s manželkou jednu třináctinu podílu z obrovského projektu zavlažovacího kanálu (Canal de Craponne) iniciovaného francouzským králem Jindřichem II., jehož projektantem a realizátorem byl šlechtic a inženýr Adam de Craponne. Kanálem byla vedena voda z řeky Durance na suchou planinu Crau, k městu Salon-de-Provence.

## Nostradamova proroctví

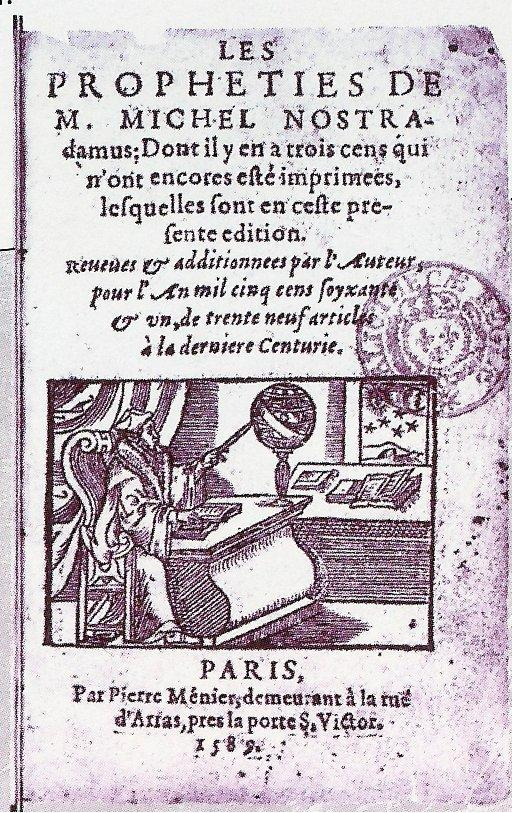
Vydání Nostradamových centurií z roku 1589

Kromě úcty a reputace si již od prvního vydání proroctví roku 1555 Nostradamus vysloužil posměch a odpor kvůli chybným výpočtům a opsaným interpretacím. Jedním z nejzuřivějších odpůrců se stal jeho bývalý mistr, lékař Scaliger, který tvrdil, že Nostradamovy předpovědi jsou snůškou lží a výmyslů. V 19. století se Nostradamovo jméno vžilo ve francouzštině jako synonymum pro výrazy „kouzelník“, „mág“, „astrolog“ v posměšném významu (Littrého slovník, dictionnaire de français Littré ). Jeho výroky byly mj. zneužívány k politické propagandě (během druhé světové války interpretoval Goebbels některá jeho čtyřverší jako předzvěst porážky spojeneckých vojsk). Po útoku na World Trade Center se na internetu objevily verše, v nichž údajně Nostradamus událost předpověděl. Ve skutečnosti šlo o montáž z několika čtyřverší nebo o napodobeninu.
V každé době existovali lidé, kteří Nostradama hájili. Podle nich samotné životopisné údaje svědčí o tom, že mínil své předpovědi upřímně. Byl prototypem renesančního člověka s širokým záběrem. Věnoval se lékařské vědě, astrologii, astronomii, výrobě léků atd. Nesrozumitelnost a tajuplnost jeho proroctví je podle jeho příznivců dána tím, že žil v nebezpečné době, v níž bylo třeba být opatrný.
Právě nejednoznačnost Nostradamových čtyřverší svádí mnohé, aby se pokoušeli o konkrétní výklad. Není to jednoduché. V prvé řadě v 16. století neexistovala jednotná typografie. Pravopis jednotlivých slov se od jednoho vydání k dalšímu mění, až může dojít k naprosté změně původního významu. Například z výrazu Par le cinquiesme (= skrze pátého/ý/ou) se postupem času stává Carle cinquiesme (= Karel V.). Druhým kamenem úrazu je volnost, jakou si sám autor dopřál při psaní čtyřverší. Používá často archaickou, někdy i originální větnou skladbu, francouzské výrazy míchá s latinskými, řeckými a provensálskými. Hraje si s anagramy, hojně užívá alegorických obratů a mytologických narážek. Sám přiznává, že některá slova upravil. To vše činí z jeho veršů tvrdý interpretační oříšek. Některé verše naopak zarážejí přesností. Nejslavnějším je v tomto ohledu pětatřicáté čtyřverší z první stovky veršů, které podle Nostradamových současníků předpovědělo smrt krále Jindřicha II. Hovoří se v něm o dvou lvech, starém a mladém, kteří se utkají v zápase. Mladý lev při něm starému vypíchne oko a zraněný sok zemře v krutých bolestech. Jindřich II. skutečně zemřel na následky poranění oka, které mu při turnaji v Paříži probodl kopím hrabě Montgomery.
Mezi vykladači Nostradamových veršů existuje přinejmenším jeden, který se dvakrát nespletl. Jean-Charles de Fontbrune na základě čtyřverší předpověděl rok předem zvolení Francoise Mitterranda francouzským prezidentem a atentát na papeže Jana Pavla II. v roce 1981. Jeho kniha se v té době prodávala rychlostí 5000 výtisků za den.